# Нацлав (Великопольське воєводство)
Нацлав (пол. Nacław, нім. Nassel) — село в Польщі, у гміні Косцян Косцянського повіту Великопольського воєводства.
Населення — 283 особи (2011).
У 1975-1998 роках село належало до Лешненського воєводства.

## Демографія
Демографічна структура станом на 31 березня 2011 року:
|          | Загалом | Допрацездатний вік | Працездатний вік | Постпрацездатний вік |
| -------- | ------- | ------------------ | ---------------- | -------------------- |
| Чоловіки | 145     | 41                 | 97               | 7                    |
| Жінки    | 138     | 29                 | 90               | 19                   |
| Разом    | 283     | 70                 | 187              | 26                   |